# Антоніо де Торрес

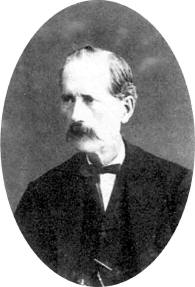
Антоніо де Торрес

Антоніо де Торрес Хурадо (Antonio Torres Jurado; 13 червня 1817, Альмерія, Андалусія — 19 листопада 1892) — іспанський майстер гітар і лютьє, конструктор шестиструнної гітари в її сучасному вигляді.

## Біографічні дані
Народився в Ла-Канада-де-Сан-Урбано, Альмерія, був сином місцевого податкового колектора. У 12-річному віці почав підробляти як тесля. В 1835 Торрес, аби уникнути в призову армію, спішно одружився з 13-річною дочкою крамаря, яка незабаром народила трьох дочок (1836, матері було 14 років, 1839, 1842), проте дві молодші незабаром померли, а в 1845 від туберкульозу померла і дружина Торреса.

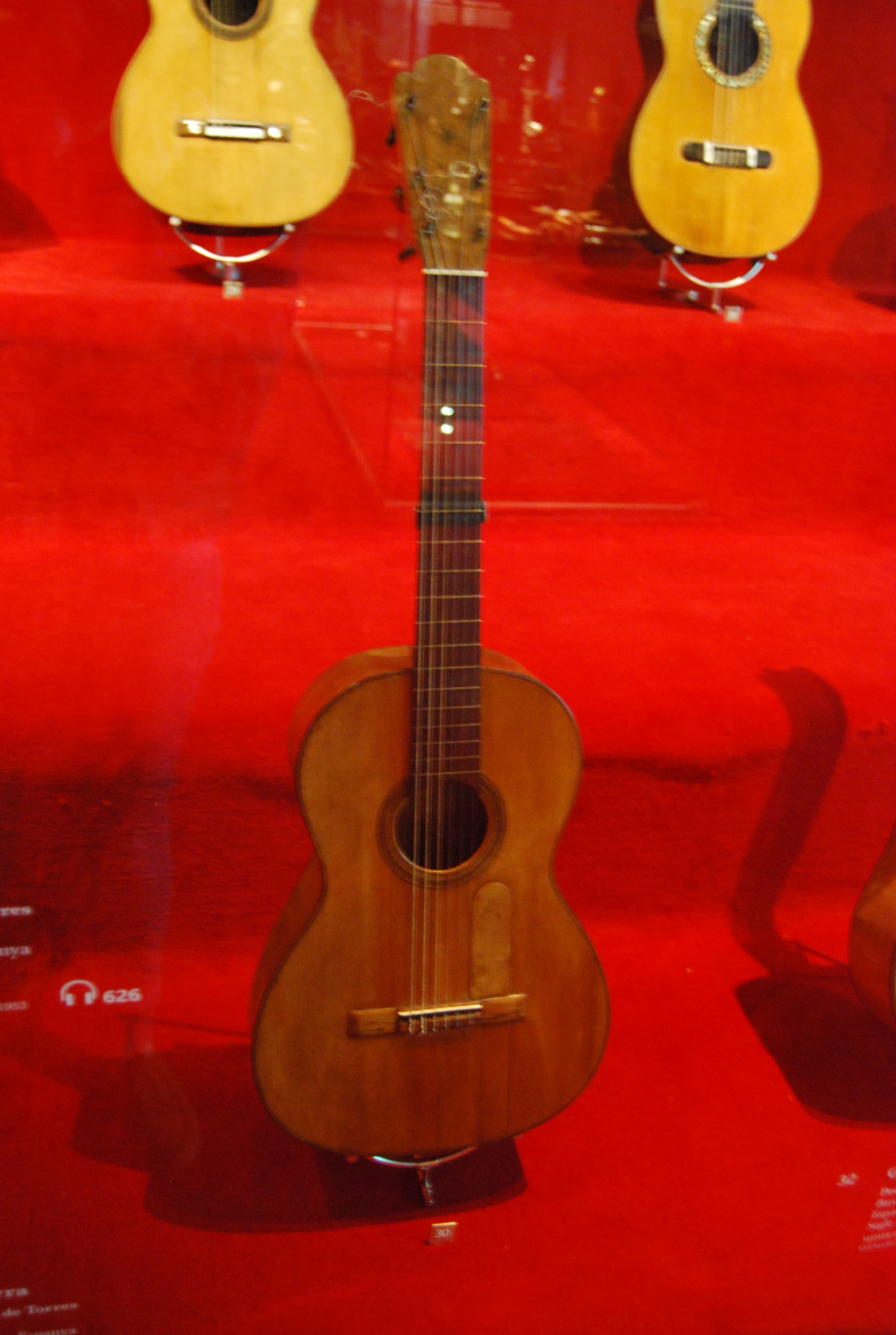
Гітара Торреса (1862), виставлені в музичному музеї Барселони

Імовірно майструвати гітари Торрес навчився в Гранаді 1842 року, проте лише з 1850 року, завдяки пораді композитора Хуліан Аркаса, Торрес зробив майстрування гітар своєю основною діяльністю. Саме у співпраці з Аркасом Торрес почав експериментувати у майструванні гітар. Зокрема, ним було виявлено, що верхня дека має ключовий вплив на звучання, і задля кращого резонування він вирішив робити деки тоншими і, відтак, легшими, з арками з обох боків, що стало можливим завдяки розкосам, що являли собою два рівнобедрені трикутники, що сходилися у чотирикутник і ліній, що симетрично розходилися від цього чотирикутника. Хоча Торрес не був першим, хто використовував систему кріплень, саме його конструкція с тала революційною для свого часу. 1862 року, щоб довести, що саме верхня дека має вирішальний вплив на звук, він сконструював гітару, в якій нижня дека і боки виготовлені з пап'є-маше, цей інструмент тепер зберігається у музеї в Барселоні.
1868 року Антоніо де Торрес одружився вдруге. Невдовзі він зустрів 17-річного -Франциско Таррега, який прийшов купити гітару того ж виробника, що й гітари Хуліана Аркаса. Почувши гру молодого музиканта, Торрес віддав йому найкращий із своїх інструментів, що він свого часу робив для себе.
1870 року Антоніо закрив свою крамницю в Севільї і повернувся до Альмерії, де почав торгувати китайським кришталем, а майструванням гітар займатися лише як хобі. Після смерті другої дружини в 1883, Торрес став більше займатися виробництвом гітар і випускав по 12 інструментів на рік до самої своєї смерті в 75-річному віці.

## Гітари
Гітари виробництва Торреса настільки вигідно відрізнялись від робіт інших майстрів, що невдовзі усі гітарні майстри Іспанії, а згодом і інших країн почали робити інструменти за взірцем Антоніо де Торреса. Сучасні гітари, однак, мають певні відмінності від інструментів Торреса. Так, Торрес робив верхню деку зі смереки (Рісеа abies), натомість пізніше їх стали робити з туї (Thuja plicata). Деяких змін зазнала система кріплень. Струни інструменту Торрес виготовляв із кишок (високі) або шовку обмотаного сріблом (низькі), пізніше, з 1950-х років, струни почали виготовляти з нейлону. Гітарні кілки Торрес виготовляв з чорного дерева, аналогічно тому, як виготовлялись кілки для струнно-смичкових інструментів. Останні інструменти Торреса однак споряджені металевими механізмами, які є універсальними для сучасних інструментів.